# Rickettsia rickettsii
La Rickettsia rickettsii è un batterio Gram negativo, intracellulare, agente eziologico della febbre maculosa delle Montagne Rocciose.